# مودو (برمجية)
مودو (بالإنجليزية: Modo)‏ هي برمجية رسوم متحركة ثلاثية الأبعاد، وتشكيل ونحت تطورها لوكسولوجي إل إل سي.

## وصلات خارجية
- الموقع الرسمي